# Ayşe Cora
Ayşe Cora (Kadıköy, Istambul, 3 de março de 1993) é uma basquetebolista profissional turca.

## Carreira
Ayşe Cora integrou a Seleção Turca de Basquetebol Feminino, na Rio 2016, que terminou na sexta colocação.